# Skiffervråk
Skiffervråk (Buteogallus schistaceus) är en sydamerikansk fågel i familjen hökar inom ordningen hökfåglar. Den förekommer i sumpmarker i Amazonområdet. Arten minskar i antal, men beståndet anses ändå vara livskraftigt.  

## Utseende och läten
Skiffervråken är en 41–46 lång och rätt satt blygrå vråk med ljusa ögon. Stjärten är gråsvart med ett vitt band mitt på och en smal vit spets. Den är vidare bjärt orangeröd på benen och vaxhuden. Lätet är en högljud vissling, "PEEeeeeaa".

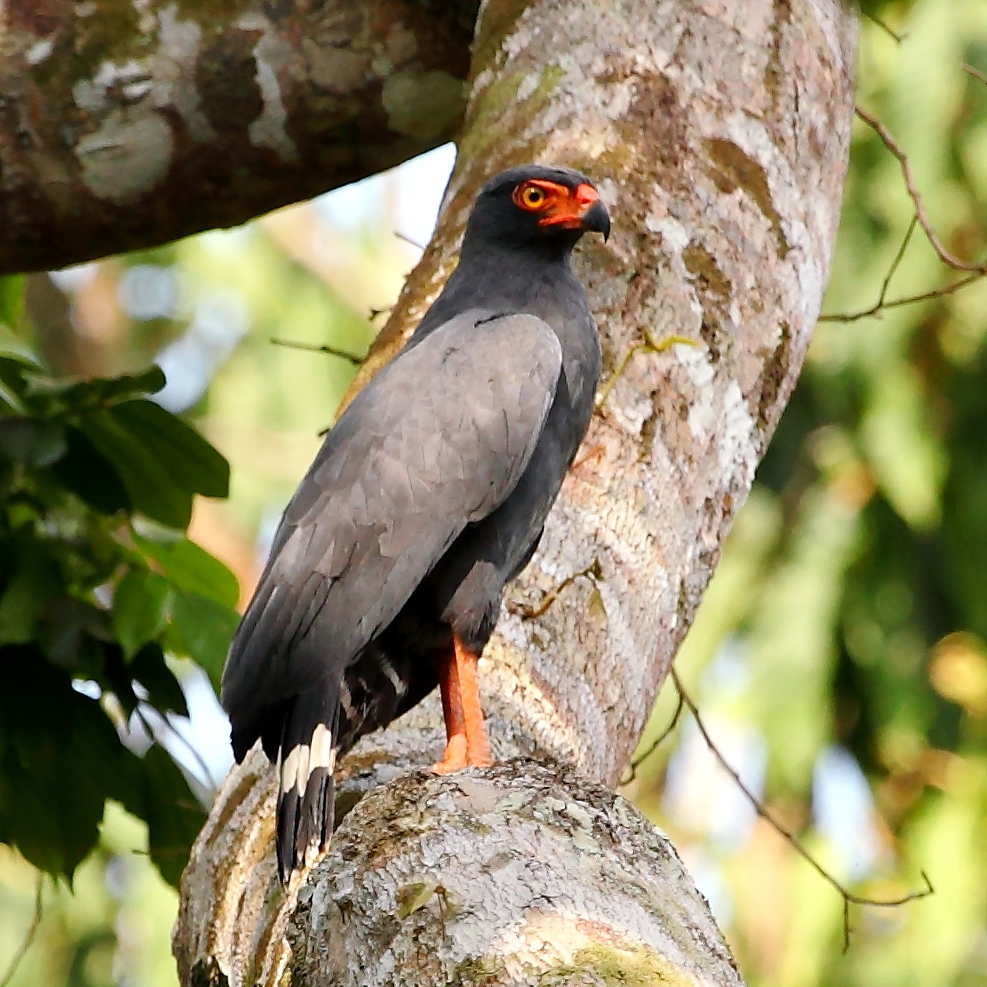

## Utbredning och systematik
Skiffervråk förekommer i Sydamerika i Amazonområdet från sydöstra Colombia och sydvästra Venezuela söderut genom östra Ecuador och östra Peru till norra och östra Bolivia och österut till nordöstra Franska Guyana och centrala norra delen av Brasilien. Den behandlas som monotypisk, det vill säga att den inte delas in i några underarter.

### Släktestillhörighet
Skiffervråk placerades tidigare i släktet Leucopternis, men genetiska studier visar att den bör placeras i Buteogallus.

## Levnadssätt
Skiffervråken hittas i sumpskogar upp till 500 meters höjd där den ofta ses sitta exponerad på en gren. Den flyger vanligen endast korta sträckor och ses sällan kretsflyga. Födan består av ormar, ödlor, grodor, fisk, krabbor och insekter. Häckningsbiologin är okänd.

## Status och hot
Arten har ett stort utbredningsområde och en stor population, men tros minska i antal, dock inte tillräckligt kraftigt för att den ska betraktas som hotad. Internationella naturvårdsunionen IUCN kategoriserar därför arten som livskraftig (LC).